# Bateaux à vapeur dans le port de Rouen
Bateaux à vapeur dans le port de Rouen est une peinture à l'huile sur toile réalisée par Camille Pissarro en 1896.
Le tableau montre un quai avec ses bateaux dans la ville portuaire de Rouen, en France. Pissarro a peint l'œuvre depuis sa chambre à l'Hôtel de Paris, qui donnait sur l'un des quais de la ville. Le tableau est similaire à Matin, temps gris, Rouen, également de Pissarro, et les deux œuvres font partie de la collection du Metropolitan Museum of Art.

## Sources
- (en) Cet article est partiellement ou en totalité issu de l’article de Wikipédia en anglais intitulé « Steamboats in the Port of Rouen » (voir la liste des auteurs).